# زولتان غيرا
زولتان غيرا (بالمجرية: Gera Zoltán)‏ (مواليد 22 أبريل 1979 في بيتش - المجر) لاعب كرة قدم مجري يلعب حاليا لصالح نادي الدرجة الممتازة فولهام الإنجليزي منذ 2008 في مركز الجناح الأيمن .

## روابط خارجية
- زولتان غيرا على موقع الاتحاد الدولي (مؤرشف)  (الإنجليزية)
- زولتان غيرا على موقع الاتحاد الأوربي (الإنجليزية)
- زولتان غيرا على موقع اتحاد المجر (الهنغارية)
- زولتان غيرا على موقع قاعدة بيانات كرة القدم.إي يو (الإنجليزية)
- زولتان غيرا على موقع ناشيونال فوتبول تيمز (الإنجليزية)
- زولتان غيرا على موقع Soccerbase.com (لاعب) (الإنجليزية)
- زولتان غيرا على موقع Soccerway.com (الإنجليزية)
- زولتان غيرا على موقع عالم كرة القدم.نت (الإنجليزية)
- زولتان غيرا على موقع AS.com (الإسبانية)